# Mahel Boyer
Mahel Boyer est un joueur d'échecs français né le 27 décembre 2004. Grand maître international en 2025, il a remporté l'Open de Cappelle-la-Grande en février 2025.
Au 1er février 2025, Mahel Boyer est le 18e joueur français avec un classement Elo de 2 509 points en parties lentes.

## Biographie et carrière
Mahel Boyer est né en 2004. 
Maître international depuis 2021, Mahel Boyer finit troisième du championnat de France junior en 2022, puis deuxième du championnat de France junior en 2023 et 2024. Il marque 7,5 points sur 10 à l'open de Sitges 2022. Il réalise sa troisième norme de grand maître international au Grand Prix du Cap d'Agde en novembre 2024.
Il finit  premier de l'Open de Cappelle-la-Grande en février 2025.